# Kate Fleron
Kate Fleron Jacobsen, född 20 september 1909 i Köpenhamn, var en dansk författare och journalist. Hon är främst känd för sitt motståndsarbete under andra världskriget.

## Tidigt liv och utbildning
Kate Fleron föddes i en välbärgad familj i Köpenhamn. Efter examen från Marie Kruses Skola år 1928 blev hon journalistlärling vid Nordsjällands Venstreblad i Hilleröd och, när lärlingstiden var avslutad, anställdes hon vid den konservativa tidningen Nationaltidende, där hon var verksam under perioden 1930-42.

## Andra världskriget
Under den tyska ockupationen av Danmark engagerade sig Fleron i motståndsrörelsen. Hon var medredaktör för den illegala tidningen Frit Danmark som spelade en viktig roll i kampen mot nazismen. Hennes arbete inom motståndsrörelsen ledde till att hon fängslades av Gestapo och satt fängslad till april 1945.

## Karriär efter kriget
Efter kriget fortsatte Fleron sin journalistiska karriär. Hon fortsatte som redaktör för Frit Danmark fram till 1982 då den lades ned.
Fleron skrev flera böcker och artiklar under sin karriär, hennes verk speglar ofta hennes erfarenheter från kriget. År 1945 gav hon ut Kvinder i modstandskampen (återutgiven 1964) där hon intervjuar kvinnor som var med i motståndsrörelsen. Hon skrev också två böcker om ungdom och moral, bland annat Afsporet Ungdom (1942), flera böcker om Nordkorea och publicerade antologin Frit Danmark (1967).

## Död och eftermäle
Kate Fleron avled den 7 oktober 2006.